# Lago de Ocrida
Lago Ohrid ou Lago de Ocrida ou de Ócrida (em albanês: Liqeni i Ohrit; em macedônio/macedónio: Охридско Езеро; romaniz.: Okhridsko Ezero), também menos comummente chamado Acrida, é um lago no sudoeste da fronteira Albânia-Macedónia do Norte, e que tem uma área de 358 km². É o lago mais profundo dos Bálcãs (288 m de profundidade), e também um dos mais antigos do mundo, com o lago Titicaca e o lago Baikal.
Alimentado pelo lago Prespa, situado a sudeste, graças a infiltrações, o lago de Ocrida drena para norte pelo rio Drin Negro, que desemboca no Mar Adriático. Tem um tempo de retenção de água de 70 anos. É conhecido pelas suas águas claras, às vezes transparentes até uma profundidade de 22 m, e por sua rica e variada fauna, que inclui espécies endêmicas.
Seu nome provém da cidade de Ocrida na orla do lago. Esta cidade é a capital turística da Macedónia do Norte, e o lago, rodeado de várias praias e mosteiros bizantinos, é uma das maiores atrações do país. Num deles, o mosteiro feminino de São Jorge, no vilarejo de Rajcica, nas vizinhanças de Debar, monjas ortodoxas confeccionaram, com pérolas do Lago Ohrid, a “Tiara Macedônia”, oferecida, em 16 de maio de 2016,  ao Papa Francisco pelo Presidente do Parlamento da Macedónia do Norte, Trajko Veljanovski. Por outro lado, o lago também está inscrito como Patrimônio da Humanidade por seu caráter natural excepcional, desde 1979. Em 1980, a classificação foi estendida aos seus sítios históricos e culturais.

## Geografia

### Topografia

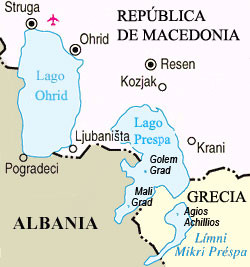
Mapa da região do Lago de Ocrida

O lago de Ocrida está situado no centro-oeste da península dos Bálcãs, no sudeste da Europa. É partilhado entre a Albânia, a oeste, e a Macedónia do Norte (que é proprietária de dois terços da área), a leste. Está rodeada por vários outros grandes lagos. O mais próximo é o lago Prespa, a poucos quilômetros ao sul, partilhado pela Macedónia do Norte, Grécia e Albânia. Na Grécia também se encontram os lagos Orestias e Vegoritis, porém são menores.
O lago de Ocrida é profundo, com no máximo de 288,70 metros em seu lado oriental, e uma profundidade média de 151 metros. Ele está localizado a 693 m de altitude e está situado na zona de orogênese da placa Euro-Asiática e a placa da África. Foi, portanto, formado por uma atividade tectônica intensa, que originou um levantamento do terreno há quatro milhões de anos. O lago está situado em uma zona de baixas montanhas. Os cumes das montanhas que a rodeiam chegam aos 2 mil metros de altitude. Sua origem foi causada por um raro fenômeno geológico e sua idade é comparável à de alguns grandes lagos, como os lagos Titicaca e Baikal.
Com uma formação oval alargada, posicionada em sentido norte-sul, com 30 km de comprimento e 14,5 a 11 km de largura. O lago tem costas muito retas, de 87,5 km de comprimento e não possui nenhuma ilha.
O lago de Ocrida está escavado em uma densa pedra calcária, que o impede a evacuação. Ao contrário do lago Prespa, a 855 m de altitude, que tem um fundo cárstico e se esvazia lentamente para o Ocrida através de uma rede de galerias subterrâneas, situadas nas montanhas Galitchitsa. A água do lago Prespa surge de muitas fontes, frequentemente no fundo do mesmo lago de Ocrida. As fontes de São Naum, na fronteira entre Macedónia do Norte e Albânia, são as mais conhecidas e proporcionam mais da metade da água do lago. O lago, graças a 40 rios e arroios, drena um espaço de 1 487 km². Antes do desvio do rio Sateska, em 1962, esta área estava limitada a 1 042 km². A profundidade e a chegada difusa da água do lago ocasionaram um largo período de retenção. A água passou aproximadamente 70 anos para renovar-se, enquanto no lago Prespa a água se renovou em apenas 11 anos. O lago tem suas costas bastante retas e com uma longitude de 87,5 km.
O lago perde 28% de sua água por evaporação, o restante flui para o extremo norte do lago e forma o Drin Negro, que atravessa o norte da Albânia e desemboca no Mar Adriático, depois de ter se unido ao rio Drin Branco.
A transparência da água se deve aos baixos níveis de fósforo, fenômeno chamado de oligotrofia. O lago de Ocrida contém apenas 4,5 µg de fósforo por litro, enquanto que o Lago de Genebra, em comparação, ainda que não esteja contaminado pelas emissões de fósforo, contém 10 mg por litro.

### Clima

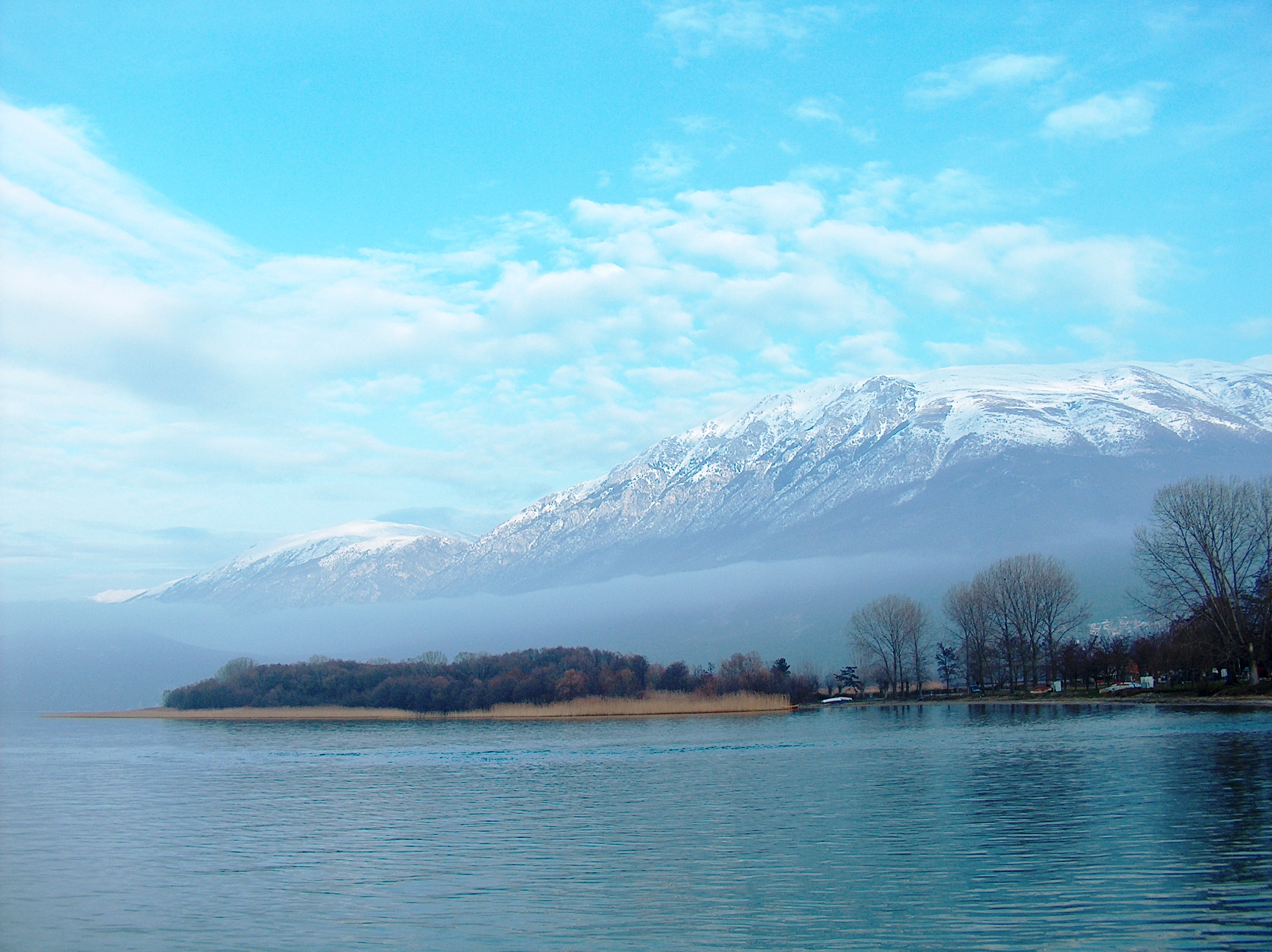
Margens do lago de Ocrida

O lago de Ocrida tem um clima continental a nível local. Os verões são calorosos, com uma média de 21,2 °C e uma máxima de 34,4 °C em agosto e os invernos bastantes frios, com 1,5 °C de média em janeiro e um mínimo de -17,2 °C. As precipitações de cada ano chegam a aproximadamente 759 mm de água. Domina-se o vento do norte no outono e no inverno, enquanto que os ventos do sul e sudeste dominam durante a primavera e o verão. Os ventos são geralmente fracos, com uma velocidade média de 3,4 metros por segundo. A água mais profunda do lago tem uma temperatura média de 6 °C, enquanto que na superfície alcança 24 a 26 °C.

## Animais e vegetais
O lago de Ocrida é o lugar de muitas espécies de vegetais e animais, entre os quais, mais de 200 são endêmicas. Algumas espécies são muito antigas, as mais antigas apareceram durante a era Terciária e, às vezes, o lago é chamado de "Museu de fósseis vivos".

### Vida silvestre
Esta parte não inclui uma lista qualificada das espécies que se encontram ao redor do lago de Ocrida, apenas umas poucas famílias, gêneros e espécies importantes da vida silvestre.

### Peixes

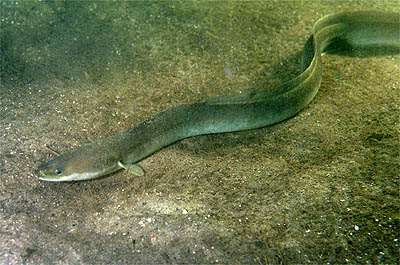
A enguia-europeia

O lago conta com 17 espécies de peixes originais, pertencentes a 4 famílias: salmónidos, cyprinidae, cobitidae e anguillidae. Os mais emblemáticos do lago de Ocrida são: a truta-de-Ocrida e a Alburnus belvica, peixes da classe Actinopterygii, muito pescada e comercializada na região. Um estudo realizado em 1923 demonstra que estas duas espécies representam um total de 45,6% do pescado, porém há apenas 9 kg de peixes por hectare no lado macedônio, o que dá uma ideia da baixa taxa de nutrientes da água.
A enguia europeia é outra espécie característica do lago. Nascem no mar dos Sargaços e logo chegam ao mar Mediterrâneo. Logo depois chegam ao Drin Negro para viver durante uma década no lago de Ocrida. Na fase adulta, as enguias regressam ao mar de onde nasceram, onde desovam e morrem, e sua cria, instintivamente, volta ao lago, levando isso a um ciclo contínuo.
O lago alberga também carpas, barbos e coregonus.

### Mamíferos
No ao redor do lago é habitado por várias espécies raras, algumas das quais estão extintas ou em perigo de extinção no resto da Europa. Os animais selvagens são mais comuns nas montanhas Galitchitsa, situada entre o lago de Ocrida e o lago Prespa, formando um dos três parques da Macedónia do Norte. Há linces, ursos, cervos, raposas e lobos.

### Aves
Nas áreas ribeiras do lago existem várias espécies de aves, principalmente aquáticas, como o pelicano, o zarro-castanho, a águia-gritadeira e a águia-imperial-oriental.

### Invertebrados
Entre as espécies aquáticas, também há conchas, caranguejos, esponjas, etc. As esponjas de Ocrida, endêmica, vivem entre 40 e 50 metros de profundidade. O lago de Ocrida também inclui espécies particulares.

### Flora
Até certa profundidade, o fundo do lago está coberta de algas. As espécies mais notáveis é a alga de hara, que pode crescer entre 6 e 15 m de profundidade e forma um círculo que segue a ribeira do lago. No ao redor do lago, as árvores que mais se destacam são a castanheira, a abies, a aveleira, bruxus e o carvalho.

## Economia

### Sociedade

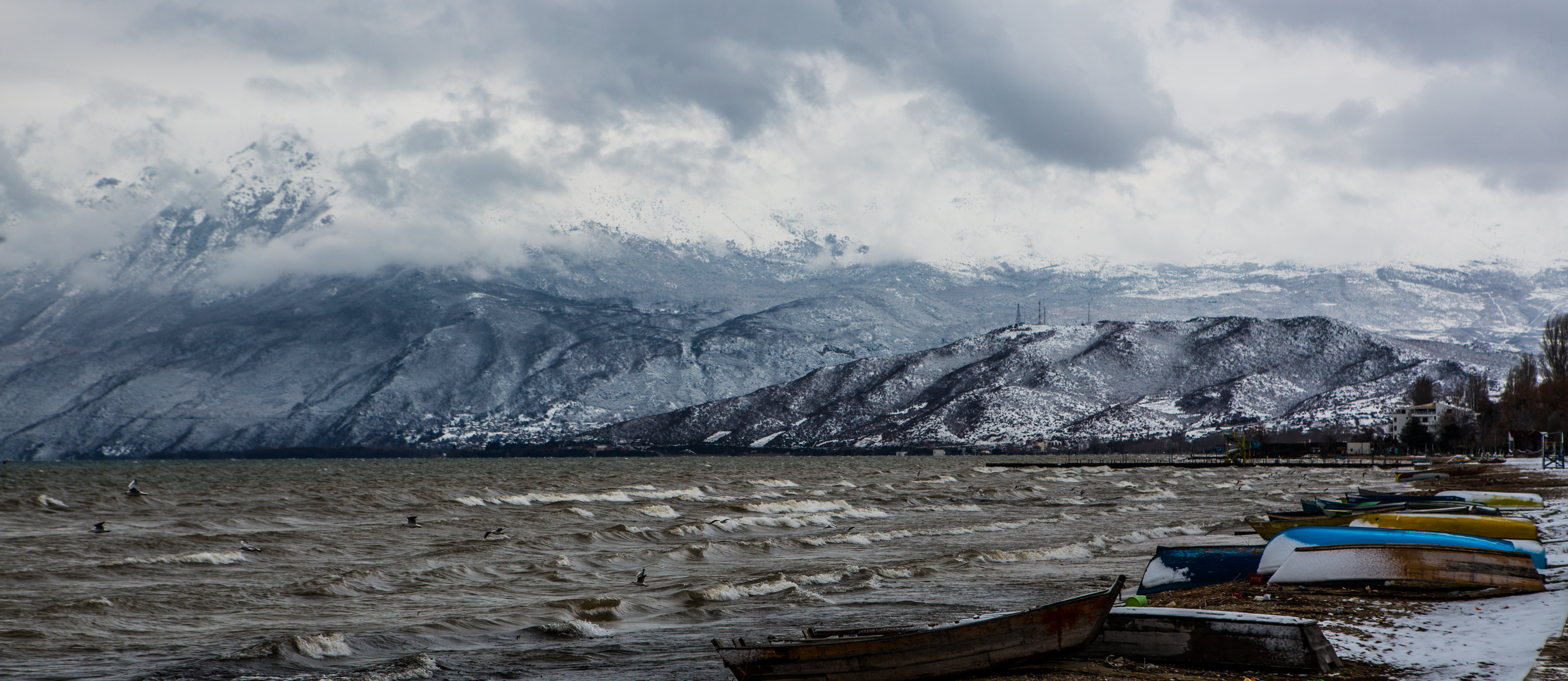
Lago de Ocrida, Pogradec.

Existem três cidades construídas na costa do lago. No lado macedônio: Ocrida e Struga; no lado albanês: Pogradec. Ocrida, a mais povoada, contava com 42 003 habitantes em 2002. Entre estas cidades existem vários povos, que vivem principalmente da pesca. Há cerca de 106 000 habitantes na bacia macedônia do lago, e 61 000 na parte albanesa.
O desemprego é muito evidente na região. Em 1998, o Instituto Nacional de Estatística da Albânia deu uma taxa de desemprego de entre 26 a 48% na bacia do Ocrida. Em 1994, o Instituto macedônio estimava que mais da metade da população dos municípios macedônios estavam desempregados ou empregados em portos de trabalho estacionais, sem benefício.

### Atividades

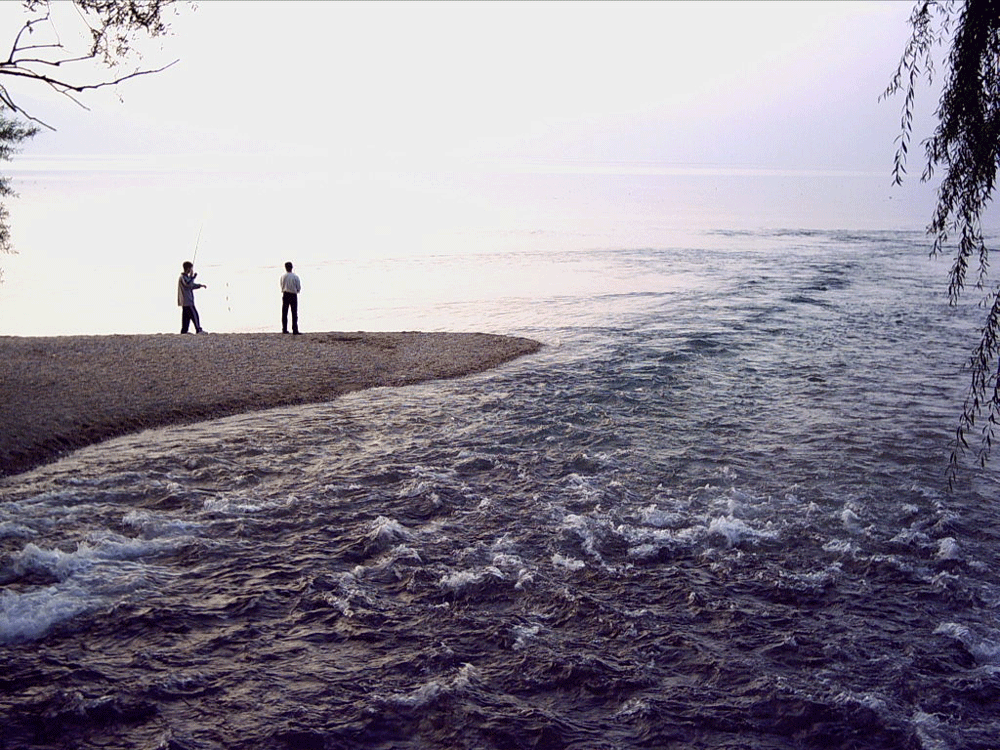
Pesca no Lago de Ocrida

A pesca é um recurso importante para os habitantes da bacia do lado, que vendem seus pescados nos mercados albaneses ou macedônios e nos numerosos restaurantes situados nas bordas do lago. A região é também muito visitada; Ocrida é a capital turística da Macedónia do Norte e Pogradec é um lugar muito conhecido pelos albaneses. A nomeação da parte macedônica como Patrimônio da Humanidade, em 1979, permitiu, durante um tempo, um grande aumento de turistas na região. Porém desde a independência, os problemas econômicos e étnicos da Macedônia têm reduzido o número de visitantes anuais. Os hotéis de Ocrida, por exemplo, tem caído seu número de pernoitadas em 70% entre 1991 e 2004.
Os bosques cobrem mais de 70 000 hectares da bacia do lago, fazendo com que a indústria madeireira seja outro recurso para a região. No entanto, os bosques da Albânia, pouco protegidos e sujeitos aos incêndios florestais periódicos estão em más condições e em perigo de extinção. O maciço macedônio, protegido pelo Parque Nacional Galitchitsa, está em melhores condições e é mais produtivo.

## Degradação e proteção da natureza
O lago se ver ameaçado por muitos fatores, todos relacionados com a presença e a atividade humana.

### Contaminação da água
A contaminação da água é o primeiro problema ambiental do lago. As águas estão contaminadas pelos pesticidas e fertilizantes utilizados pelos agricultores na borda do lago. Por exemplo, até 2006, a cidade de Pogradec deixava 30% de suas águas residenciais chegarem ao lago sem nenhum tratamento. Desde então, foi construída uma estação de tratamento de águas residenciais.
Em Pogradec também existem várias fábricas metalúrgicas, que despejam no lago resíduos tóxicos derivados do tratamento dos minerais. Os minérios e os resíduos derivados de seus trabalhos causam uma contaminação bacteriológica do lago, através de uma proliferação de organismos nocivos às espécies naturais que ali existem.

### Eutrofização
No lago, naturalmente pobre em minerais e nutrientes, se sabe que há alguns anos um processo de eutrofização. Isso quer dizer que há um aumento na concentração de elementos químicos, como o fósforo. A porcentagem de fósforo nas águas do lago tem aumentado de 3 a 4 vezes em comparação com a medida durante a Segunda Guerra Mundial. A eutrofização é causada por dejetos humanos e animais que provocam o escurecimento das águas do lago pela proliferação de fitoplâncton e o desaparecimento de espécies endêmicas. Para tentar combater essa situação, os governos da Macedónia do Norte e da Albânia têm construído uma usina de tratamento das águas residenciais próxima à Pogradec, esta usina de tratamento deve eliminar 80% do conteúdo de fósforo no lago.

### Problemas ligados a urbanização

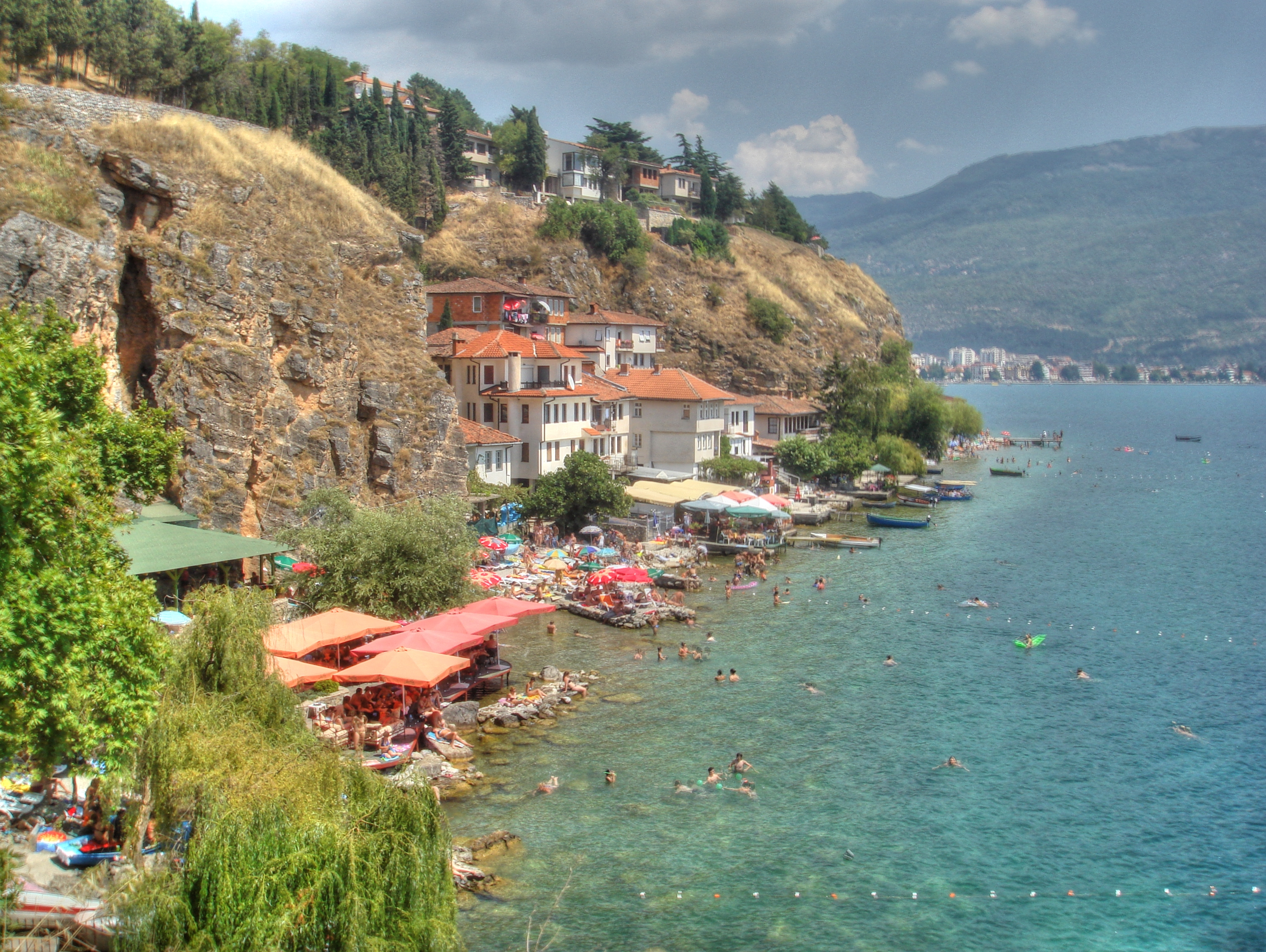
Hotéis e restaurantes em Kaneo.

Na Albânia, na região de Pogradec ver-se especialmente afetada pela urbanização massiva, que destrói o meio ambiente natural. Na Macedónia do Norte, as zonas mais danificadas são as costas próximas à Ocrida e Struga. Os edifícios, em algumas ocasiões, são construídos de forma ilegal. O detrito das margens acelera a erosão e favorece a proliferação de espécies residentes como a cana e põe em perigo outras plantas e animais que tiveram seu meio ambiente destruído.

### Problemas ligados a pesca
A pesca, ainda que se trate de uma fonte de emprego para a população local, causa o desaparecimento de muitas espécies de peixes. As mais ameaçadas são a truta, o alburno (Alburnus alburnus) e a carpa. A situação é muito diferente nos Estados distintos, cada um com sua própria situação econômica e suas próprias constituições. Por isso, se já em 1992 as capturas aumentaram na Albânia, a proteção de várias espécies e o estabelecimento de cotas tem reduzido o volumo de pesca na Macedónia do Norte. A instalação de parques para a procriação, principalmente para a truta-arco-íris, tem permitido igualmente a redução da pesca na Macedónia do Norte. Albânia não tem estabelecidos limites para a pesca até 2002. Além de estar armazenados pela pesca, os peixes são muito sensíveis à contaminação das águas do lago.

## Relações externas
- «Site da UNESCO, arquivo « Patrimônio natural e cultural da região de Ohrid »»
- «Site oficial da cidade de Ohrid»
- «O lago Ohrid no Portal nacional de turismo da Macedônia» (em inglês)